# Monopoly City Streets
Monopoly City Streets fue un juego en línea multijugador donde se compraban calles del mundo real usando Google Maps y OpenStreetMap. El juego fue desarrollado por Tribal DDB, Hasbro agencia digital, con el apoyo de Google. El juego fue lanzado el 9 de septiembre de 2009 y fue cerrado el 9 de diciembre de 2009.

## Lanzamiento
Desde su lanzamiento el 9 de septiembre de 2009, el servidor web del juego sufrió graves problemas debido al gran número de personas que intentaban acceder a la web y crear cuentas a la vez. Esto se vio reflejado en fallos continuos, dejando el juego temporalmente no disponible o lento para la mayoría de los visitantes.

## Cierre
El juego se cerró el 9 de diciembre de 2009.La página web fue cambiada por la página oficial del juego Monopoly en una parte de la página web de Hasbro

## Jugabilidad
En el Monopoly City Streets los jugadores empezaban con 3 millones de dólares virtuales y eran capaces de comprar propiedades en el mundo real, incluyendo hoteles, casas, estadios de fútbol, castillos y rascacielos. Los jugadores pagaban el alquiler cada día, desde $ 50.000 para una casa hasta 100 millones de dólares para un rascacielos.
Los precios de los inmuebles dependían de la ubicación de la calle y la longitud de esta, ya que esta definía la capacidad de albergar una cantidad de edificios.
El alquiler base es el alquiler mínimo del juego.
El pago del alquiler de las calles e inmubles se afectuaba cada 24 horas, a la medianoche en el horario GMT.

### Inmuebles
| Inmueble                 | Precio        | Alquiler base por día |
| ------------------------ | ------------- | --------------------- |
| Green House              | 50.000 M      | 30.000 M              |
| City Centre Cottage      | 150.000 M     | 76.000 M              |
| The Sentinel             | 175.000 M     | 91.000 M              |
| High Reach Place         | 200.000 M     | 106.000 M             |
| Nova Tower Block         | 300.000 M     | 164.000 M             |
| Polyhedron Plaza         | 400.000 M     | 213.000 M             |
| The Grid Building        | 500.000 M     | 274.000 M             |
| Four Sided Fortress      | 600.000 M     | 305.000 M             |
| Nori Place               | 750.000 M     | 335.000 M             |
| Honeycomb Complex        | 900.000 M     | 396.000 M             |
| Blanco Bastion           | 1.100.000 M   | 457.000 M             |
| The Photat Building      | 1.500.000 M   | 518.000 M             |
| Cubic Quarters           | 2.000.000 M   | 579.000 M             |
| Opaque Overlook          | 2.800.000 M   | 671.000 M             |
| Tri-Rectangle Tower      | 3.900.000 M   | 732.000 M             |
| Spear End Summit         | 5.000.000 M   | 793.000 M             |
| Unbounded Megaplex       | 6.000.000 M   | 854.000 M             |
| Hammer Head House        | 7.000.000 M   | 915.000 M             |
| Tobo Place               | 8.400.000 M   | 1.098.000 M           |
| Hips Plaza               | 10.000.000 M  | 1.220.000 M           |
| Difo Square              | 12.000.000 M  | 1.342.000 M           |
| Brouquette Tower         | 15.000.000 M  | 1.525.000 M           |
| Blemith Centre           | 19.000.000 M  | 1.647.000 M           |
| Graduating Megastructure | 24.000.000 M  | 1.830.000 M           |
| Sky High Tower           | 30.000.000 M  | 2.440.000 M           |
| Stairs To The Future     | 60.000.000 M  | 2.700.000 M           |
| Monopoly Tower           | 100.000.000 M | 3.050.000 M           |

### Compra y venta
Los jugadores podían comprar, vender y negociar propiedades con otros jugadores. Era posible de sabotear a otro jugadores mediante la construcción de peligros en las calles (centrales nucleares, vertederos,...) Existían edificios de bonificiación, tales como parques, escuelas, torres de agua y los parques eólicos, que impedian la construcción de construcciones peligrosas. Los jugadores recibían estos edificios a través de las tarjetas de oportunidad.

## Fallos y problemas técnicos
Desde el comienzo de lanzamiento del juego, varios problemas paralizaron el juego, como la falta de un servidor apropiado, que provocó pérdidas en los datos de los jugadores. También tenía diversos bugs, uno de ellos era la posibilidad de usuarios nuevos para registrar una cuenta con nombres ya existentes. Las calles asignadas a esa cuenta se hicieron inaccesibles, tanto para el titular de la cuenta anterior, como el de la nueva, pero aún eran visibles como propiedad de dicho nombre de cuenta. Otros jugadores informaron de que la renta no se estaba pagando y que había problemas con la venta de edificios en las propiedades.

## Monopoly City Streets y OpenStreetMap
Al jugarse en calles del mundo real, el mapa se convierte en una parte fundamental del juego. Para ello se usa tanto Google Maps como OpenStreetMap, aunque ambos juegan papeles muy diferentes en la forma en que son usados. El mapa de fondo y las búsquedas geográficas las proporcionaba Google. Por el contrario los datos con los que se jugaba los proporcionaba OpenStreetMap, ya que Google Maps no provee ni permite el uso de sus datos vectoriales (fundamentalmente porque Google no es propietario de esos datos). Esto significa que los nombres, las propiedades y la geometría de las calles que se podían comprar y que se mostraban en el mapa provenían de la base de datos de OpenStreetMap. 
Como el fondo de Google Maps y los datos de OpenStreetMap son dos cosas totalmente distintas, existían discrepancias. Ciertas calles que se mostraban en la imagen de fondo de Google no estaban disponibles en OpenStreetMap; o viceversa, calles que sí se pueden comprar, ya que están en OpenStreetMap, pero no se muestran en la imagen de fondo de Google Maps. En algunos casos las calles que se podían comprar y seleccionar no tenían exactamente el mismo recorrido que las de fondo.
OpenStreetMap usa el concepto de Wiki, permitiendo añadir y corregir cualquier calle que esté incorrecta o falte (siempre que la fuente esté totalmente libre de copyright) y por ello la base de datos evolucionaba rápidamente. Este hecho provocaba dudas sobre la actualización de Monopoly City Streets a partir de la base de datos de OpenStreetMap. Los datos actuales son aproximadamente de medio año antes del lanzamiento del juego.